# پدرو د مندوزا
پدرو د مندوزا (به اسپانیایی: Pedro de Mendoza) جوینده طلای اسپانیایی و بنیانگذار شهر بوئنوس آیرس بوده که در ابتدا عنوان «شهربانوی ما با هوای مطبوع» را داشت.